# دار السلام (طلخا)
قرية دار السلام هي إحدى القرى التابعة لمركز طلخا في محافظة الدقهلية في جمهورية مصر العربية. حسب إحصاءات سنة 2006، بلغ إجمالي السكان في دارالسلام 7588 نسمة، منهم 3817 رجل و3771 امرأة.